# Hawaii Route 11
Pour les articles homonymes, voir Route 11.
La Hawaii Route 11 est une route d'État des États-Unis située à Hawaï, sur l'île du même nom. Elle relie la côte occidentale à la côte orientale en passant dans le Sud de l'île, à proximité immédiate du sommet du Kīlauea, ce qui en fait la moitié méridionale de la Hawaii Belt Road. Cette voie de communication constitue la seule infrastructure routière permettant un accès motorisé à la partie du parc national des volcans d'Hawaï couvrant le Kīlauea.

## Parcours
Son extrémité occidentale se trouve à Kailua-Kona où elle est connectée à la Highway 19, à la Route 180 et à la Route 190. De là, elle longe la côte occidentale vers le sud au pied du Mauna Loa situé à l'est en traversant les localités de Kahaluu-Keauhou, Kealakekua, Captain Cook et Honaunau-Napoopoo. Arrivée dans le Sud de l'île, elle bifurque vers l'est puis vers le nord-est après Naalehu. Là, elle entame l'ascension du Kīlauea en longeant le Mauna Loa situé cette fois au nord-ouest, ce qui l'amène vers 1 200 mètres d'altitude à proximité de la caldeira sommitale du volcan où elle est connectée à la Crater Rim Road. Elle redescend suite le flanc opposé du volcan, toujours en se dirigeant vers le nord-est, en traversant Volcano et Mountain View. Arrivée à proximité de la côte, elle bifurque vers le nord à Keaau au niveau de sa connexion avec la Route 130 venant du sud-est puis termine son parcours à Hilo, la plus grande ville de l'île, en retrouvant la Highway 19.
Sa longueur totale est de 196,9 kilomètres.

## Embranchements
Parmi les voies qui croisent la Hawaii Route 11, la Kahuku Road et la Mauna Loa Road s'enfoncent dans le parc national des volcans d'Hawaï.